# Palimbia defoliata
Palimbia defoliata är en flockblommig växtart som först beskrevs av Carl Friedrich von Ledebour, och fick sitt nu gällande namn av Jevgenij Korovin. Palimbia defoliata ingår i släktet Palimbia och familjen flockblommiga växter. Inga underarter finns listade i Catalogue of Life.